# Olaf Poulsens Mindelegat
Olaf Poulsens Mindelegat er et dansk legat, der tildeles skuespillere. 
Legatet er opkaldt efter skuespilleren Olaf Poulsen, der døde i 1923.

## Modtagere
Listen er ikke komplet.
- 1970: Marguerite Viby og Susse Wold
- 1971: Joen Bille, Buster Larsen, Karin Nellemose, Ove Sprogøe
- 1972: Lene Tiemroth og Birgitte Federspiel
- 1973: Lily Weiding
- 1974: Merete Voldstedlund og Bodil Kjer
- 1975: Jess Ingerslev, Line Krogh, Berthe Qvistgaard og Jørgen Reenberg
- 1976: Flemming Enevold
- 1977: Astrid Villaume, Lars Høy og Berrit Kvorning
- 1978: Ghita Nørby og Merete Hegner
- 1979: Kirsten Rolffes
- 1980: Palle Huld
- 1981: John Hahn-Petersen
- 1982: Mime Fønss, Bjørn Watt-Boolsen og Henning Moritzen
- 1983: Lise Ringheim og Axel Strøbye
- 1984: Holger Juul Hansen
- 1985: Ole Ernst og Jesper Langberg
- 1986: Preben Lerdorff Rye, Elin Reimer, Kaspar Rostrup og Preben Neergaard
- 1987: Birthe Neumann og Peter Langdal
- 1988: Lisbet Dahl
- 1991: Sam Besekow
- 1992: Preben Kristensen og Kurt Ravn
- 1993: Ulla Henningsen
- 1994: Elin Reimer
- 1996: Ellen Winther Lembourn
- 1998: Karen Margrethe Bjerre
- 1999: Jess Ingerslev
- 2000: Waage Sandø
- 2001: Kim Veisgaard
- 2003: Lars Mikkelsen
- 2004: Olaf Johannessen
- 2007: Benedikte Hansen
- 2008: Jens Jørn Spottag
- 2009: Tammi Øst
- 2010: Anders G. Koch
- 2011: Bodil Jørgensen
- 2012: Tom Jensen
- 2013: Marianne Høgsbro
- 2014: Peter Schrøder
- 2015: Inge Sofie Skovbo
- 2016: Ole Lemmeke
- 2017: Maria Rossing
- 2018: Christian Lollike

### Ukendt årstal
- Hanne Borchsenius
- Aksel Erhardtsen
- Paul Hagen
- Henrik Koefoed
- Buster Larsen
- Karin Nellemose
- Kjeld Nørgaard
- Erik Paaske
- Peter Schrøder
- Steen Springborg
- Søren Sætter-Lassen